# Гуляев, Александр Павлович
Алекса́ндр Па́влович Гуля́ев (псевдоним: Александр Павлович Грин; 18 ноября 1908, Санкт-Петербург — 18 февраля 1998, Москва) — советский металловед, шахматный композитор, международный гроссмейстер (1988) и международный арбитр (1956) по шахматной композиции. Председатель Центральной комиссии по шахматной композиции (1945—1950). Один из учредителей Постоянной комиссии ФИДЕ по шахматной композиции (Будапешт, 1956).

## Биография
Родился 18 ноября 1908 году в Петербурге. Отец — Гуляев Павел Андреевич (выдающийся инженер-металлург), мать — Гуляева (Малоземова) Лидия Платоновна, учитель. В 1923 году переехал с семьёй в Москву.
Доктор технических наук, профессор, заслуженный деятель науки и техники РСФСР. Научный профиль — металловедение и термическая обработка металлов. Автор более 400 научных работ, в том числе учебников «Металловедение» (6 изданий), «Термическая обработка стали» (3 издания). Работал в Центральном научно-исследовательском институте чёрной металлургии им. И. П. Бардина заместителем директора института и в других должностях. Создал лабораторию проблем металловедения. Главный редактор журнала «Металловедение и термическая обработка металлов».
Автор ряда книг по вопросам задачной и этюдной композиции. С 1924 опубликовал около 600 задач и этюдов, из них свыше 350 отмечены отличиями (в том числе свыше 120 первыми призами). Имеет 83,67 балла в Альбомах ФИДЕ.
Победитель чемпионатов СССР по разделам двухходовок (1-й чемпионат; 1947) и трёхходовок (15-й; 1984), четыре раза был вторым призёром по разделу трёхходовок (9—12-й чемпионаты; 1969—1976). Предъявлял высокие требования к форме композиции при глубоком содержании и полной загрузке фигур; выступал против усложнения содержания композиции за счёт ухудшения её формы. В трёх- и многоходовке предпочитал задачи с правильными матами в стиле чешской школы; оптимальное число тематических вариантов — 3-4.
Сотрудничал с шахматным клубом криворожской газеты «Красный горняк».

## Задачи
|   | a | b | c | d | e | f | g | h |   |
| - | --- | --- | --- | --- | --- | --- | --- | --- | - |
| 8 | c8 белый король · d8 белая ладья · e8 белый конь · b7 чёрная пешка · b6 белая пешка · e6 чёрная пешка · f6 белая ладья · a5 белый ферзь · c5 белый конь · e5 чёрный король · e4 белый слон · g3 белая пешка · a2 чёрный слон · d2 чёрный конь · a1 чёрный ферзь | c8 белый король · d8 белая ладья · e8 белый конь · b7 чёрная пешка · b6 белая пешка · e6 чёрная пешка · f6 белая ладья · a5 белый ферзь · c5 белый конь · e5 чёрный король · e4 белый слон · g3 белая пешка · a2 чёрный слон · d2 чёрный конь · a1 чёрный ферзь | c8 белый король · d8 белая ладья · e8 белый конь · b7 чёрная пешка · b6 белая пешка · e6 чёрная пешка · f6 белая ладья · a5 белый ферзь · c5 белый конь · e5 чёрный король · e4 белый слон · g3 белая пешка · a2 чёрный слон · d2 чёрный конь · a1 чёрный ферзь | c8 белый король · d8 белая ладья · e8 белый конь · b7 чёрная пешка · b6 белая пешка · e6 чёрная пешка · f6 белая ладья · a5 белый ферзь · c5 белый конь · e5 чёрный король · e4 белый слон · g3 белая пешка · a2 чёрный слон · d2 чёрный конь · a1 чёрный ферзь | c8 белый король · d8 белая ладья · e8 белый конь · b7 чёрная пешка · b6 белая пешка · e6 чёрная пешка · f6 белая ладья · a5 белый ферзь · c5 белый конь · e5 чёрный король · e4 белый слон · g3 белая пешка · a2 чёрный слон · d2 чёрный конь · a1 чёрный ферзь | c8 белый король · d8 белая ладья · e8 белый конь · b7 чёрная пешка · b6 белая пешка · e6 чёрная пешка · f6 белая ладья · a5 белый ферзь · c5 белый конь · e5 чёрный король · e4 белый слон · g3 белая пешка · a2 чёрный слон · d2 чёрный конь · a1 чёрный ферзь | c8 белый король · d8 белая ладья · e8 белый конь · b7 чёрная пешка · b6 белая пешка · e6 чёрная пешка · f6 белая ладья · a5 белый ферзь · c5 белый конь · e5 чёрный король · e4 белый слон · g3 белая пешка · a2 чёрный слон · d2 чёрный конь · a1 чёрный ферзь | c8 белый король · d8 белая ладья · e8 белый конь · b7 чёрная пешка · b6 белая пешка · e6 чёрная пешка · f6 белая ладья · a5 белый ферзь · c5 белый конь · e5 чёрный король · e4 белый слон · g3 белая пешка · a2 чёрный слон · d2 чёрный конь · a1 чёрный ферзь | 8 |
| 7 | c8 белый король · d8 белая ладья · e8 белый конь · b7 чёрная пешка · b6 белая пешка · e6 чёрная пешка · f6 белая ладья · a5 белый ферзь · c5 белый конь · e5 чёрный король · e4 белый слон · g3 белая пешка · a2 чёрный слон · d2 чёрный конь · a1 чёрный ферзь | c8 белый король · d8 белая ладья · e8 белый конь · b7 чёрная пешка · b6 белая пешка · e6 чёрная пешка · f6 белая ладья · a5 белый ферзь · c5 белый конь · e5 чёрный король · e4 белый слон · g3 белая пешка · a2 чёрный слон · d2 чёрный конь · a1 чёрный ферзь | c8 белый король · d8 белая ладья · e8 белый конь · b7 чёрная пешка · b6 белая пешка · e6 чёрная пешка · f6 белая ладья · a5 белый ферзь · c5 белый конь · e5 чёрный король · e4 белый слон · g3 белая пешка · a2 чёрный слон · d2 чёрный конь · a1 чёрный ферзь | c8 белый король · d8 белая ладья · e8 белый конь · b7 чёрная пешка · b6 белая пешка · e6 чёрная пешка · f6 белая ладья · a5 белый ферзь · c5 белый конь · e5 чёрный король · e4 белый слон · g3 белая пешка · a2 чёрный слон · d2 чёрный конь · a1 чёрный ферзь | c8 белый король · d8 белая ладья · e8 белый конь · b7 чёрная пешка · b6 белая пешка · e6 чёрная пешка · f6 белая ладья · a5 белый ферзь · c5 белый конь · e5 чёрный король · e4 белый слон · g3 белая пешка · a2 чёрный слон · d2 чёрный конь · a1 чёрный ферзь | c8 белый король · d8 белая ладья · e8 белый конь · b7 чёрная пешка · b6 белая пешка · e6 чёрная пешка · f6 белая ладья · a5 белый ферзь · c5 белый конь · e5 чёрный король · e4 белый слон · g3 белая пешка · a2 чёрный слон · d2 чёрный конь · a1 чёрный ферзь | c8 белый король · d8 белая ладья · e8 белый конь · b7 чёрная пешка · b6 белая пешка · e6 чёрная пешка · f6 белая ладья · a5 белый ферзь · c5 белый конь · e5 чёрный король · e4 белый слон · g3 белая пешка · a2 чёрный слон · d2 чёрный конь · a1 чёрный ферзь | c8 белый король · d8 белая ладья · e8 белый конь · b7 чёрная пешка · b6 белая пешка · e6 чёрная пешка · f6 белая ладья · a5 белый ферзь · c5 белый конь · e5 чёрный король · e4 белый слон · g3 белая пешка · a2 чёрный слон · d2 чёрный конь · a1 чёрный ферзь | 7 |
| 6 | c8 белый король · d8 белая ладья · e8 белый конь · b7 чёрная пешка · b6 белая пешка · e6 чёрная пешка · f6 белая ладья · a5 белый ферзь · c5 белый конь · e5 чёрный король · e4 белый слон · g3 белая пешка · a2 чёрный слон · d2 чёрный конь · a1 чёрный ферзь | c8 белый король · d8 белая ладья · e8 белый конь · b7 чёрная пешка · b6 белая пешка · e6 чёрная пешка · f6 белая ладья · a5 белый ферзь · c5 белый конь · e5 чёрный король · e4 белый слон · g3 белая пешка · a2 чёрный слон · d2 чёрный конь · a1 чёрный ферзь | c8 белый король · d8 белая ладья · e8 белый конь · b7 чёрная пешка · b6 белая пешка · e6 чёрная пешка · f6 белая ладья · a5 белый ферзь · c5 белый конь · e5 чёрный король · e4 белый слон · g3 белая пешка · a2 чёрный слон · d2 чёрный конь · a1 чёрный ферзь | c8 белый король · d8 белая ладья · e8 белый конь · b7 чёрная пешка · b6 белая пешка · e6 чёрная пешка · f6 белая ладья · a5 белый ферзь · c5 белый конь · e5 чёрный король · e4 белый слон · g3 белая пешка · a2 чёрный слон · d2 чёрный конь · a1 чёрный ферзь | c8 белый король · d8 белая ладья · e8 белый конь · b7 чёрная пешка · b6 белая пешка · e6 чёрная пешка · f6 белая ладья · a5 белый ферзь · c5 белый конь · e5 чёрный король · e4 белый слон · g3 белая пешка · a2 чёрный слон · d2 чёрный конь · a1 чёрный ферзь | c8 белый король · d8 белая ладья · e8 белый конь · b7 чёрная пешка · b6 белая пешка · e6 чёрная пешка · f6 белая ладья · a5 белый ферзь · c5 белый конь · e5 чёрный король · e4 белый слон · g3 белая пешка · a2 чёрный слон · d2 чёрный конь · a1 чёрный ферзь | c8 белый король · d8 белая ладья · e8 белый конь · b7 чёрная пешка · b6 белая пешка · e6 чёрная пешка · f6 белая ладья · a5 белый ферзь · c5 белый конь · e5 чёрный король · e4 белый слон · g3 белая пешка · a2 чёрный слон · d2 чёрный конь · a1 чёрный ферзь | c8 белый король · d8 белая ладья · e8 белый конь · b7 чёрная пешка · b6 белая пешка · e6 чёрная пешка · f6 белая ладья · a5 белый ферзь · c5 белый конь · e5 чёрный король · e4 белый слон · g3 белая пешка · a2 чёрный слон · d2 чёрный конь · a1 чёрный ферзь | 6 |
| 5 | c8 белый король · d8 белая ладья · e8 белый конь · b7 чёрная пешка · b6 белая пешка · e6 чёрная пешка · f6 белая ладья · a5 белый ферзь · c5 белый конь · e5 чёрный король · e4 белый слон · g3 белая пешка · a2 чёрный слон · d2 чёрный конь · a1 чёрный ферзь | c8 белый король · d8 белая ладья · e8 белый конь · b7 чёрная пешка · b6 белая пешка · e6 чёрная пешка · f6 белая ладья · a5 белый ферзь · c5 белый конь · e5 чёрный король · e4 белый слон · g3 белая пешка · a2 чёрный слон · d2 чёрный конь · a1 чёрный ферзь | c8 белый король · d8 белая ладья · e8 белый конь · b7 чёрная пешка · b6 белая пешка · e6 чёрная пешка · f6 белая ладья · a5 белый ферзь · c5 белый конь · e5 чёрный король · e4 белый слон · g3 белая пешка · a2 чёрный слон · d2 чёрный конь · a1 чёрный ферзь | c8 белый король · d8 белая ладья · e8 белый конь · b7 чёрная пешка · b6 белая пешка · e6 чёрная пешка · f6 белая ладья · a5 белый ферзь · c5 белый конь · e5 чёрный король · e4 белый слон · g3 белая пешка · a2 чёрный слон · d2 чёрный конь · a1 чёрный ферзь | c8 белый король · d8 белая ладья · e8 белый конь · b7 чёрная пешка · b6 белая пешка · e6 чёрная пешка · f6 белая ладья · a5 белый ферзь · c5 белый конь · e5 чёрный король · e4 белый слон · g3 белая пешка · a2 чёрный слон · d2 чёрный конь · a1 чёрный ферзь | c8 белый король · d8 белая ладья · e8 белый конь · b7 чёрная пешка · b6 белая пешка · e6 чёрная пешка · f6 белая ладья · a5 белый ферзь · c5 белый конь · e5 чёрный король · e4 белый слон · g3 белая пешка · a2 чёрный слон · d2 чёрный конь · a1 чёрный ферзь | c8 белый король · d8 белая ладья · e8 белый конь · b7 чёрная пешка · b6 белая пешка · e6 чёрная пешка · f6 белая ладья · a5 белый ферзь · c5 белый конь · e5 чёрный король · e4 белый слон · g3 белая пешка · a2 чёрный слон · d2 чёрный конь · a1 чёрный ферзь | c8 белый король · d8 белая ладья · e8 белый конь · b7 чёрная пешка · b6 белая пешка · e6 чёрная пешка · f6 белая ладья · a5 белый ферзь · c5 белый конь · e5 чёрный король · e4 белый слон · g3 белая пешка · a2 чёрный слон · d2 чёрный конь · a1 чёрный ферзь | 5 |
| 4 | c8 белый король · d8 белая ладья · e8 белый конь · b7 чёрная пешка · b6 белая пешка · e6 чёрная пешка · f6 белая ладья · a5 белый ферзь · c5 белый конь · e5 чёрный король · e4 белый слон · g3 белая пешка · a2 чёрный слон · d2 чёрный конь · a1 чёрный ферзь | c8 белый король · d8 белая ладья · e8 белый конь · b7 чёрная пешка · b6 белая пешка · e6 чёрная пешка · f6 белая ладья · a5 белый ферзь · c5 белый конь · e5 чёрный король · e4 белый слон · g3 белая пешка · a2 чёрный слон · d2 чёрный конь · a1 чёрный ферзь | c8 белый король · d8 белая ладья · e8 белый конь · b7 чёрная пешка · b6 белая пешка · e6 чёрная пешка · f6 белая ладья · a5 белый ферзь · c5 белый конь · e5 чёрный король · e4 белый слон · g3 белая пешка · a2 чёрный слон · d2 чёрный конь · a1 чёрный ферзь | c8 белый король · d8 белая ладья · e8 белый конь · b7 чёрная пешка · b6 белая пешка · e6 чёрная пешка · f6 белая ладья · a5 белый ферзь · c5 белый конь · e5 чёрный король · e4 белый слон · g3 белая пешка · a2 чёрный слон · d2 чёрный конь · a1 чёрный ферзь | c8 белый король · d8 белая ладья · e8 белый конь · b7 чёрная пешка · b6 белая пешка · e6 чёрная пешка · f6 белая ладья · a5 белый ферзь · c5 белый конь · e5 чёрный король · e4 белый слон · g3 белая пешка · a2 чёрный слон · d2 чёрный конь · a1 чёрный ферзь | c8 белый король · d8 белая ладья · e8 белый конь · b7 чёрная пешка · b6 белая пешка · e6 чёрная пешка · f6 белая ладья · a5 белый ферзь · c5 белый конь · e5 чёрный король · e4 белый слон · g3 белая пешка · a2 чёрный слон · d2 чёрный конь · a1 чёрный ферзь | c8 белый король · d8 белая ладья · e8 белый конь · b7 чёрная пешка · b6 белая пешка · e6 чёрная пешка · f6 белая ладья · a5 белый ферзь · c5 белый конь · e5 чёрный король · e4 белый слон · g3 белая пешка · a2 чёрный слон · d2 чёрный конь · a1 чёрный ферзь | c8 белый король · d8 белая ладья · e8 белый конь · b7 чёрная пешка · b6 белая пешка · e6 чёрная пешка · f6 белая ладья · a5 белый ферзь · c5 белый конь · e5 чёрный король · e4 белый слон · g3 белая пешка · a2 чёрный слон · d2 чёрный конь · a1 чёрный ферзь | 4 |
| 3 | c8 белый король · d8 белая ладья · e8 белый конь · b7 чёрная пешка · b6 белая пешка · e6 чёрная пешка · f6 белая ладья · a5 белый ферзь · c5 белый конь · e5 чёрный король · e4 белый слон · g3 белая пешка · a2 чёрный слон · d2 чёрный конь · a1 чёрный ферзь | c8 белый король · d8 белая ладья · e8 белый конь · b7 чёрная пешка · b6 белая пешка · e6 чёрная пешка · f6 белая ладья · a5 белый ферзь · c5 белый конь · e5 чёрный король · e4 белый слон · g3 белая пешка · a2 чёрный слон · d2 чёрный конь · a1 чёрный ферзь | c8 белый король · d8 белая ладья · e8 белый конь · b7 чёрная пешка · b6 белая пешка · e6 чёрная пешка · f6 белая ладья · a5 белый ферзь · c5 белый конь · e5 чёрный король · e4 белый слон · g3 белая пешка · a2 чёрный слон · d2 чёрный конь · a1 чёрный ферзь | c8 белый король · d8 белая ладья · e8 белый конь · b7 чёрная пешка · b6 белая пешка · e6 чёрная пешка · f6 белая ладья · a5 белый ферзь · c5 белый конь · e5 чёрный король · e4 белый слон · g3 белая пешка · a2 чёрный слон · d2 чёрный конь · a1 чёрный ферзь | c8 белый король · d8 белая ладья · e8 белый конь · b7 чёрная пешка · b6 белая пешка · e6 чёрная пешка · f6 белая ладья · a5 белый ферзь · c5 белый конь · e5 чёрный король · e4 белый слон · g3 белая пешка · a2 чёрный слон · d2 чёрный конь · a1 чёрный ферзь | c8 белый король · d8 белая ладья · e8 белый конь · b7 чёрная пешка · b6 белая пешка · e6 чёрная пешка · f6 белая ладья · a5 белый ферзь · c5 белый конь · e5 чёрный король · e4 белый слон · g3 белая пешка · a2 чёрный слон · d2 чёрный конь · a1 чёрный ферзь | c8 белый король · d8 белая ладья · e8 белый конь · b7 чёрная пешка · b6 белая пешка · e6 чёрная пешка · f6 белая ладья · a5 белый ферзь · c5 белый конь · e5 чёрный король · e4 белый слон · g3 белая пешка · a2 чёрный слон · d2 чёрный конь · a1 чёрный ферзь | c8 белый король · d8 белая ладья · e8 белый конь · b7 чёрная пешка · b6 белая пешка · e6 чёрная пешка · f6 белая ладья · a5 белый ферзь · c5 белый конь · e5 чёрный король · e4 белый слон · g3 белая пешка · a2 чёрный слон · d2 чёрный конь · a1 чёрный ферзь | 3 |
| 2 | c8 белый король · d8 белая ладья · e8 белый конь · b7 чёрная пешка · b6 белая пешка · e6 чёрная пешка · f6 белая ладья · a5 белый ферзь · c5 белый конь · e5 чёрный король · e4 белый слон · g3 белая пешка · a2 чёрный слон · d2 чёрный конь · a1 чёрный ферзь | c8 белый король · d8 белая ладья · e8 белый конь · b7 чёрная пешка · b6 белая пешка · e6 чёрная пешка · f6 белая ладья · a5 белый ферзь · c5 белый конь · e5 чёрный король · e4 белый слон · g3 белая пешка · a2 чёрный слон · d2 чёрный конь · a1 чёрный ферзь | c8 белый король · d8 белая ладья · e8 белый конь · b7 чёрная пешка · b6 белая пешка · e6 чёрная пешка · f6 белая ладья · a5 белый ферзь · c5 белый конь · e5 чёрный король · e4 белый слон · g3 белая пешка · a2 чёрный слон · d2 чёрный конь · a1 чёрный ферзь | c8 белый король · d8 белая ладья · e8 белый конь · b7 чёрная пешка · b6 белая пешка · e6 чёрная пешка · f6 белая ладья · a5 белый ферзь · c5 белый конь · e5 чёрный король · e4 белый слон · g3 белая пешка · a2 чёрный слон · d2 чёрный конь · a1 чёрный ферзь | c8 белый король · d8 белая ладья · e8 белый конь · b7 чёрная пешка · b6 белая пешка · e6 чёрная пешка · f6 белая ладья · a5 белый ферзь · c5 белый конь · e5 чёрный король · e4 белый слон · g3 белая пешка · a2 чёрный слон · d2 чёрный конь · a1 чёрный ферзь | c8 белый король · d8 белая ладья · e8 белый конь · b7 чёрная пешка · b6 белая пешка · e6 чёрная пешка · f6 белая ладья · a5 белый ферзь · c5 белый конь · e5 чёрный король · e4 белый слон · g3 белая пешка · a2 чёрный слон · d2 чёрный конь · a1 чёрный ферзь | c8 белый король · d8 белая ладья · e8 белый конь · b7 чёрная пешка · b6 белая пешка · e6 чёрная пешка · f6 белая ладья · a5 белый ферзь · c5 белый конь · e5 чёрный король · e4 белый слон · g3 белая пешка · a2 чёрный слон · d2 чёрный конь · a1 чёрный ферзь | c8 белый король · d8 белая ладья · e8 белый конь · b7 чёрная пешка · b6 белая пешка · e6 чёрная пешка · f6 белая ладья · a5 белый ферзь · c5 белый конь · e5 чёрный король · e4 белый слон · g3 белая пешка · a2 чёрный слон · d2 чёрный конь · a1 чёрный ферзь | 2 |
| 1 | c8 белый король · d8 белая ладья · e8 белый конь · b7 чёрная пешка · b6 белая пешка · e6 чёрная пешка · f6 белая ладья · a5 белый ферзь · c5 белый конь · e5 чёрный король · e4 белый слон · g3 белая пешка · a2 чёрный слон · d2 чёрный конь · a1 чёрный ферзь | c8 белый король · d8 белая ладья · e8 белый конь · b7 чёрная пешка · b6 белая пешка · e6 чёрная пешка · f6 белая ладья · a5 белый ферзь · c5 белый конь · e5 чёрный король · e4 белый слон · g3 белая пешка · a2 чёрный слон · d2 чёрный конь · a1 чёрный ферзь | c8 белый король · d8 белая ладья · e8 белый конь · b7 чёрная пешка · b6 белая пешка · e6 чёрная пешка · f6 белая ладья · a5 белый ферзь · c5 белый конь · e5 чёрный король · e4 белый слон · g3 белая пешка · a2 чёрный слон · d2 чёрный конь · a1 чёрный ферзь | c8 белый король · d8 белая ладья · e8 белый конь · b7 чёрная пешка · b6 белая пешка · e6 чёрная пешка · f6 белая ладья · a5 белый ферзь · c5 белый конь · e5 чёрный король · e4 белый слон · g3 белая пешка · a2 чёрный слон · d2 чёрный конь · a1 чёрный ферзь | c8 белый король · d8 белая ладья · e8 белый конь · b7 чёрная пешка · b6 белая пешка · e6 чёрная пешка · f6 белая ладья · a5 белый ферзь · c5 белый конь · e5 чёрный король · e4 белый слон · g3 белая пешка · a2 чёрный слон · d2 чёрный конь · a1 чёрный ферзь | c8 белый король · d8 белая ладья · e8 белый конь · b7 чёрная пешка · b6 белая пешка · e6 чёрная пешка · f6 белая ладья · a5 белый ферзь · c5 белый конь · e5 чёрный король · e4 белый слон · g3 белая пешка · a2 чёрный слон · d2 чёрный конь · a1 чёрный ферзь | c8 белый король · d8 белая ладья · e8 белый конь · b7 чёрная пешка · b6 белая пешка · e6 чёрная пешка · f6 белая ладья · a5 белый ферзь · c5 белый конь · e5 чёрный король · e4 белый слон · g3 белая пешка · a2 чёрный слон · d2 чёрный конь · a1 чёрный ферзь | c8 белый король · d8 белая ладья · e8 белый конь · b7 чёрная пешка · b6 белая пешка · e6 чёрная пешка · f6 белая ладья · a5 белый ферзь · c5 белый конь · e5 чёрный король · e4 белый слон · g3 белая пешка · a2 чёрный слон · d2 чёрный конь · a1 чёрный ферзь | 1 |
|   | a | b | c | d | e | f | g | h |   |

Тематические ложные следы: 1.Сh7? Фc1, 1.Сc2? Фg1! 

Поэтому 1.Сb1! (белая коррекция) с угрозой 2.Кb3#, 

1…Фd4 2.Кd7# и 

1…Кe4 2.Кd3# (1-я система вариантов — игра белой батареи), 

1…Ф:b1 2.Фc3#, 

1…С:b1 2.Ф:a1# и 

1…К:b1 2.Фe1# (2-я система — игра после взятия слона).
|   | a | b | c | d | e | f | g | h |   |
| - | --- | --- | --- | --- | --- | --- | --- | --- | - |
| 8 | c8 чёрный конь · e8 чёрный слон · h8 чёрная ладья · c7 белый король · g7 чёрная пешка · b6 чёрная пешка · c6 чёрная пешка · e6 белый конь · g6 белый конь · c5 чёрная пешка · g5 белая пешка · h5 чёрная пешка · c4 белая пешка · e4 чёрный король · g3 чёрная пешка · e2 белый слон · a1 чёрный конь · g1 белый ферзь | c8 чёрный конь · e8 чёрный слон · h8 чёрная ладья · c7 белый король · g7 чёрная пешка · b6 чёрная пешка · c6 чёрная пешка · e6 белый конь · g6 белый конь · c5 чёрная пешка · g5 белая пешка · h5 чёрная пешка · c4 белая пешка · e4 чёрный король · g3 чёрная пешка · e2 белый слон · a1 чёрный конь · g1 белый ферзь | c8 чёрный конь · e8 чёрный слон · h8 чёрная ладья · c7 белый король · g7 чёрная пешка · b6 чёрная пешка · c6 чёрная пешка · e6 белый конь · g6 белый конь · c5 чёрная пешка · g5 белая пешка · h5 чёрная пешка · c4 белая пешка · e4 чёрный король · g3 чёрная пешка · e2 белый слон · a1 чёрный конь · g1 белый ферзь | c8 чёрный конь · e8 чёрный слон · h8 чёрная ладья · c7 белый король · g7 чёрная пешка · b6 чёрная пешка · c6 чёрная пешка · e6 белый конь · g6 белый конь · c5 чёрная пешка · g5 белая пешка · h5 чёрная пешка · c4 белая пешка · e4 чёрный король · g3 чёрная пешка · e2 белый слон · a1 чёрный конь · g1 белый ферзь | c8 чёрный конь · e8 чёрный слон · h8 чёрная ладья · c7 белый король · g7 чёрная пешка · b6 чёрная пешка · c6 чёрная пешка · e6 белый конь · g6 белый конь · c5 чёрная пешка · g5 белая пешка · h5 чёрная пешка · c4 белая пешка · e4 чёрный король · g3 чёрная пешка · e2 белый слон · a1 чёрный конь · g1 белый ферзь | c8 чёрный конь · e8 чёрный слон · h8 чёрная ладья · c7 белый король · g7 чёрная пешка · b6 чёрная пешка · c6 чёрная пешка · e6 белый конь · g6 белый конь · c5 чёрная пешка · g5 белая пешка · h5 чёрная пешка · c4 белая пешка · e4 чёрный король · g3 чёрная пешка · e2 белый слон · a1 чёрный конь · g1 белый ферзь | c8 чёрный конь · e8 чёрный слон · h8 чёрная ладья · c7 белый король · g7 чёрная пешка · b6 чёрная пешка · c6 чёрная пешка · e6 белый конь · g6 белый конь · c5 чёрная пешка · g5 белая пешка · h5 чёрная пешка · c4 белая пешка · e4 чёрный король · g3 чёрная пешка · e2 белый слон · a1 чёрный конь · g1 белый ферзь | c8 чёрный конь · e8 чёрный слон · h8 чёрная ладья · c7 белый король · g7 чёрная пешка · b6 чёрная пешка · c6 чёрная пешка · e6 белый конь · g6 белый конь · c5 чёрная пешка · g5 белая пешка · h5 чёрная пешка · c4 белая пешка · e4 чёрный король · g3 чёрная пешка · e2 белый слон · a1 чёрный конь · g1 белый ферзь | 8 |
| 7 | c8 чёрный конь · e8 чёрный слон · h8 чёрная ладья · c7 белый король · g7 чёрная пешка · b6 чёрная пешка · c6 чёрная пешка · e6 белый конь · g6 белый конь · c5 чёрная пешка · g5 белая пешка · h5 чёрная пешка · c4 белая пешка · e4 чёрный король · g3 чёрная пешка · e2 белый слон · a1 чёрный конь · g1 белый ферзь | c8 чёрный конь · e8 чёрный слон · h8 чёрная ладья · c7 белый король · g7 чёрная пешка · b6 чёрная пешка · c6 чёрная пешка · e6 белый конь · g6 белый конь · c5 чёрная пешка · g5 белая пешка · h5 чёрная пешка · c4 белая пешка · e4 чёрный король · g3 чёрная пешка · e2 белый слон · a1 чёрный конь · g1 белый ферзь | c8 чёрный конь · e8 чёрный слон · h8 чёрная ладья · c7 белый король · g7 чёрная пешка · b6 чёрная пешка · c6 чёрная пешка · e6 белый конь · g6 белый конь · c5 чёрная пешка · g5 белая пешка · h5 чёрная пешка · c4 белая пешка · e4 чёрный король · g3 чёрная пешка · e2 белый слон · a1 чёрный конь · g1 белый ферзь | c8 чёрный конь · e8 чёрный слон · h8 чёрная ладья · c7 белый король · g7 чёрная пешка · b6 чёрная пешка · c6 чёрная пешка · e6 белый конь · g6 белый конь · c5 чёрная пешка · g5 белая пешка · h5 чёрная пешка · c4 белая пешка · e4 чёрный король · g3 чёрная пешка · e2 белый слон · a1 чёрный конь · g1 белый ферзь | c8 чёрный конь · e8 чёрный слон · h8 чёрная ладья · c7 белый король · g7 чёрная пешка · b6 чёрная пешка · c6 чёрная пешка · e6 белый конь · g6 белый конь · c5 чёрная пешка · g5 белая пешка · h5 чёрная пешка · c4 белая пешка · e4 чёрный король · g3 чёрная пешка · e2 белый слон · a1 чёрный конь · g1 белый ферзь | c8 чёрный конь · e8 чёрный слон · h8 чёрная ладья · c7 белый король · g7 чёрная пешка · b6 чёрная пешка · c6 чёрная пешка · e6 белый конь · g6 белый конь · c5 чёрная пешка · g5 белая пешка · h5 чёрная пешка · c4 белая пешка · e4 чёрный король · g3 чёрная пешка · e2 белый слон · a1 чёрный конь · g1 белый ферзь | c8 чёрный конь · e8 чёрный слон · h8 чёрная ладья · c7 белый король · g7 чёрная пешка · b6 чёрная пешка · c6 чёрная пешка · e6 белый конь · g6 белый конь · c5 чёрная пешка · g5 белая пешка · h5 чёрная пешка · c4 белая пешка · e4 чёрный король · g3 чёрная пешка · e2 белый слон · a1 чёрный конь · g1 белый ферзь | c8 чёрный конь · e8 чёрный слон · h8 чёрная ладья · c7 белый король · g7 чёрная пешка · b6 чёрная пешка · c6 чёрная пешка · e6 белый конь · g6 белый конь · c5 чёрная пешка · g5 белая пешка · h5 чёрная пешка · c4 белая пешка · e4 чёрный король · g3 чёрная пешка · e2 белый слон · a1 чёрный конь · g1 белый ферзь | 7 |
| 6 | c8 чёрный конь · e8 чёрный слон · h8 чёрная ладья · c7 белый король · g7 чёрная пешка · b6 чёрная пешка · c6 чёрная пешка · e6 белый конь · g6 белый конь · c5 чёрная пешка · g5 белая пешка · h5 чёрная пешка · c4 белая пешка · e4 чёрный король · g3 чёрная пешка · e2 белый слон · a1 чёрный конь · g1 белый ферзь | c8 чёрный конь · e8 чёрный слон · h8 чёрная ладья · c7 белый король · g7 чёрная пешка · b6 чёрная пешка · c6 чёрная пешка · e6 белый конь · g6 белый конь · c5 чёрная пешка · g5 белая пешка · h5 чёрная пешка · c4 белая пешка · e4 чёрный король · g3 чёрная пешка · e2 белый слон · a1 чёрный конь · g1 белый ферзь | c8 чёрный конь · e8 чёрный слон · h8 чёрная ладья · c7 белый король · g7 чёрная пешка · b6 чёрная пешка · c6 чёрная пешка · e6 белый конь · g6 белый конь · c5 чёрная пешка · g5 белая пешка · h5 чёрная пешка · c4 белая пешка · e4 чёрный король · g3 чёрная пешка · e2 белый слон · a1 чёрный конь · g1 белый ферзь | c8 чёрный конь · e8 чёрный слон · h8 чёрная ладья · c7 белый король · g7 чёрная пешка · b6 чёрная пешка · c6 чёрная пешка · e6 белый конь · g6 белый конь · c5 чёрная пешка · g5 белая пешка · h5 чёрная пешка · c4 белая пешка · e4 чёрный король · g3 чёрная пешка · e2 белый слон · a1 чёрный конь · g1 белый ферзь | c8 чёрный конь · e8 чёрный слон · h8 чёрная ладья · c7 белый король · g7 чёрная пешка · b6 чёрная пешка · c6 чёрная пешка · e6 белый конь · g6 белый конь · c5 чёрная пешка · g5 белая пешка · h5 чёрная пешка · c4 белая пешка · e4 чёрный король · g3 чёрная пешка · e2 белый слон · a1 чёрный конь · g1 белый ферзь | c8 чёрный конь · e8 чёрный слон · h8 чёрная ладья · c7 белый король · g7 чёрная пешка · b6 чёрная пешка · c6 чёрная пешка · e6 белый конь · g6 белый конь · c5 чёрная пешка · g5 белая пешка · h5 чёрная пешка · c4 белая пешка · e4 чёрный король · g3 чёрная пешка · e2 белый слон · a1 чёрный конь · g1 белый ферзь | c8 чёрный конь · e8 чёрный слон · h8 чёрная ладья · c7 белый король · g7 чёрная пешка · b6 чёрная пешка · c6 чёрная пешка · e6 белый конь · g6 белый конь · c5 чёрная пешка · g5 белая пешка · h5 чёрная пешка · c4 белая пешка · e4 чёрный король · g3 чёрная пешка · e2 белый слон · a1 чёрный конь · g1 белый ферзь | c8 чёрный конь · e8 чёрный слон · h8 чёрная ладья · c7 белый король · g7 чёрная пешка · b6 чёрная пешка · c6 чёрная пешка · e6 белый конь · g6 белый конь · c5 чёрная пешка · g5 белая пешка · h5 чёрная пешка · c4 белая пешка · e4 чёрный король · g3 чёрная пешка · e2 белый слон · a1 чёрный конь · g1 белый ферзь | 6 |
| 5 | c8 чёрный конь · e8 чёрный слон · h8 чёрная ладья · c7 белый король · g7 чёрная пешка · b6 чёрная пешка · c6 чёрная пешка · e6 белый конь · g6 белый конь · c5 чёрная пешка · g5 белая пешка · h5 чёрная пешка · c4 белая пешка · e4 чёрный король · g3 чёрная пешка · e2 белый слон · a1 чёрный конь · g1 белый ферзь | c8 чёрный конь · e8 чёрный слон · h8 чёрная ладья · c7 белый король · g7 чёрная пешка · b6 чёрная пешка · c6 чёрная пешка · e6 белый конь · g6 белый конь · c5 чёрная пешка · g5 белая пешка · h5 чёрная пешка · c4 белая пешка · e4 чёрный король · g3 чёрная пешка · e2 белый слон · a1 чёрный конь · g1 белый ферзь | c8 чёрный конь · e8 чёрный слон · h8 чёрная ладья · c7 белый король · g7 чёрная пешка · b6 чёрная пешка · c6 чёрная пешка · e6 белый конь · g6 белый конь · c5 чёрная пешка · g5 белая пешка · h5 чёрная пешка · c4 белая пешка · e4 чёрный король · g3 чёрная пешка · e2 белый слон · a1 чёрный конь · g1 белый ферзь | c8 чёрный конь · e8 чёрный слон · h8 чёрная ладья · c7 белый король · g7 чёрная пешка · b6 чёрная пешка · c6 чёрная пешка · e6 белый конь · g6 белый конь · c5 чёрная пешка · g5 белая пешка · h5 чёрная пешка · c4 белая пешка · e4 чёрный король · g3 чёрная пешка · e2 белый слон · a1 чёрный конь · g1 белый ферзь | c8 чёрный конь · e8 чёрный слон · h8 чёрная ладья · c7 белый король · g7 чёрная пешка · b6 чёрная пешка · c6 чёрная пешка · e6 белый конь · g6 белый конь · c5 чёрная пешка · g5 белая пешка · h5 чёрная пешка · c4 белая пешка · e4 чёрный король · g3 чёрная пешка · e2 белый слон · a1 чёрный конь · g1 белый ферзь | c8 чёрный конь · e8 чёрный слон · h8 чёрная ладья · c7 белый король · g7 чёрная пешка · b6 чёрная пешка · c6 чёрная пешка · e6 белый конь · g6 белый конь · c5 чёрная пешка · g5 белая пешка · h5 чёрная пешка · c4 белая пешка · e4 чёрный король · g3 чёрная пешка · e2 белый слон · a1 чёрный конь · g1 белый ферзь | c8 чёрный конь · e8 чёрный слон · h8 чёрная ладья · c7 белый король · g7 чёрная пешка · b6 чёрная пешка · c6 чёрная пешка · e6 белый конь · g6 белый конь · c5 чёрная пешка · g5 белая пешка · h5 чёрная пешка · c4 белая пешка · e4 чёрный король · g3 чёрная пешка · e2 белый слон · a1 чёрный конь · g1 белый ферзь | c8 чёрный конь · e8 чёрный слон · h8 чёрная ладья · c7 белый король · g7 чёрная пешка · b6 чёрная пешка · c6 чёрная пешка · e6 белый конь · g6 белый конь · c5 чёрная пешка · g5 белая пешка · h5 чёрная пешка · c4 белая пешка · e4 чёрный король · g3 чёрная пешка · e2 белый слон · a1 чёрный конь · g1 белый ферзь | 5 |
| 4 | c8 чёрный конь · e8 чёрный слон · h8 чёрная ладья · c7 белый король · g7 чёрная пешка · b6 чёрная пешка · c6 чёрная пешка · e6 белый конь · g6 белый конь · c5 чёрная пешка · g5 белая пешка · h5 чёрная пешка · c4 белая пешка · e4 чёрный король · g3 чёрная пешка · e2 белый слон · a1 чёрный конь · g1 белый ферзь | c8 чёрный конь · e8 чёрный слон · h8 чёрная ладья · c7 белый король · g7 чёрная пешка · b6 чёрная пешка · c6 чёрная пешка · e6 белый конь · g6 белый конь · c5 чёрная пешка · g5 белая пешка · h5 чёрная пешка · c4 белая пешка · e4 чёрный король · g3 чёрная пешка · e2 белый слон · a1 чёрный конь · g1 белый ферзь | c8 чёрный конь · e8 чёрный слон · h8 чёрная ладья · c7 белый король · g7 чёрная пешка · b6 чёрная пешка · c6 чёрная пешка · e6 белый конь · g6 белый конь · c5 чёрная пешка · g5 белая пешка · h5 чёрная пешка · c4 белая пешка · e4 чёрный король · g3 чёрная пешка · e2 белый слон · a1 чёрный конь · g1 белый ферзь | c8 чёрный конь · e8 чёрный слон · h8 чёрная ладья · c7 белый король · g7 чёрная пешка · b6 чёрная пешка · c6 чёрная пешка · e6 белый конь · g6 белый конь · c5 чёрная пешка · g5 белая пешка · h5 чёрная пешка · c4 белая пешка · e4 чёрный король · g3 чёрная пешка · e2 белый слон · a1 чёрный конь · g1 белый ферзь | c8 чёрный конь · e8 чёрный слон · h8 чёрная ладья · c7 белый король · g7 чёрная пешка · b6 чёрная пешка · c6 чёрная пешка · e6 белый конь · g6 белый конь · c5 чёрная пешка · g5 белая пешка · h5 чёрная пешка · c4 белая пешка · e4 чёрный король · g3 чёрная пешка · e2 белый слон · a1 чёрный конь · g1 белый ферзь | c8 чёрный конь · e8 чёрный слон · h8 чёрная ладья · c7 белый король · g7 чёрная пешка · b6 чёрная пешка · c6 чёрная пешка · e6 белый конь · g6 белый конь · c5 чёрная пешка · g5 белая пешка · h5 чёрная пешка · c4 белая пешка · e4 чёрный король · g3 чёрная пешка · e2 белый слон · a1 чёрный конь · g1 белый ферзь | c8 чёрный конь · e8 чёрный слон · h8 чёрная ладья · c7 белый король · g7 чёрная пешка · b6 чёрная пешка · c6 чёрная пешка · e6 белый конь · g6 белый конь · c5 чёрная пешка · g5 белая пешка · h5 чёрная пешка · c4 белая пешка · e4 чёрный король · g3 чёрная пешка · e2 белый слон · a1 чёрный конь · g1 белый ферзь | c8 чёрный конь · e8 чёрный слон · h8 чёрная ладья · c7 белый король · g7 чёрная пешка · b6 чёрная пешка · c6 чёрная пешка · e6 белый конь · g6 белый конь · c5 чёрная пешка · g5 белая пешка · h5 чёрная пешка · c4 белая пешка · e4 чёрный король · g3 чёрная пешка · e2 белый слон · a1 чёрный конь · g1 белый ферзь | 4 |
| 3 | c8 чёрный конь · e8 чёрный слон · h8 чёрная ладья · c7 белый король · g7 чёрная пешка · b6 чёрная пешка · c6 чёрная пешка · e6 белый конь · g6 белый конь · c5 чёрная пешка · g5 белая пешка · h5 чёрная пешка · c4 белая пешка · e4 чёрный король · g3 чёрная пешка · e2 белый слон · a1 чёрный конь · g1 белый ферзь | c8 чёрный конь · e8 чёрный слон · h8 чёрная ладья · c7 белый король · g7 чёрная пешка · b6 чёрная пешка · c6 чёрная пешка · e6 белый конь · g6 белый конь · c5 чёрная пешка · g5 белая пешка · h5 чёрная пешка · c4 белая пешка · e4 чёрный король · g3 чёрная пешка · e2 белый слон · a1 чёрный конь · g1 белый ферзь | c8 чёрный конь · e8 чёрный слон · h8 чёрная ладья · c7 белый король · g7 чёрная пешка · b6 чёрная пешка · c6 чёрная пешка · e6 белый конь · g6 белый конь · c5 чёрная пешка · g5 белая пешка · h5 чёрная пешка · c4 белая пешка · e4 чёрный король · g3 чёрная пешка · e2 белый слон · a1 чёрный конь · g1 белый ферзь | c8 чёрный конь · e8 чёрный слон · h8 чёрная ладья · c7 белый король · g7 чёрная пешка · b6 чёрная пешка · c6 чёрная пешка · e6 белый конь · g6 белый конь · c5 чёрная пешка · g5 белая пешка · h5 чёрная пешка · c4 белая пешка · e4 чёрный король · g3 чёрная пешка · e2 белый слон · a1 чёрный конь · g1 белый ферзь | c8 чёрный конь · e8 чёрный слон · h8 чёрная ладья · c7 белый король · g7 чёрная пешка · b6 чёрная пешка · c6 чёрная пешка · e6 белый конь · g6 белый конь · c5 чёрная пешка · g5 белая пешка · h5 чёрная пешка · c4 белая пешка · e4 чёрный король · g3 чёрная пешка · e2 белый слон · a1 чёрный конь · g1 белый ферзь | c8 чёрный конь · e8 чёрный слон · h8 чёрная ладья · c7 белый король · g7 чёрная пешка · b6 чёрная пешка · c6 чёрная пешка · e6 белый конь · g6 белый конь · c5 чёрная пешка · g5 белая пешка · h5 чёрная пешка · c4 белая пешка · e4 чёрный король · g3 чёрная пешка · e2 белый слон · a1 чёрный конь · g1 белый ферзь | c8 чёрный конь · e8 чёрный слон · h8 чёрная ладья · c7 белый король · g7 чёрная пешка · b6 чёрная пешка · c6 чёрная пешка · e6 белый конь · g6 белый конь · c5 чёрная пешка · g5 белая пешка · h5 чёрная пешка · c4 белая пешка · e4 чёрный король · g3 чёрная пешка · e2 белый слон · a1 чёрный конь · g1 белый ферзь | c8 чёрный конь · e8 чёрный слон · h8 чёрная ладья · c7 белый король · g7 чёрная пешка · b6 чёрная пешка · c6 чёрная пешка · e6 белый конь · g6 белый конь · c5 чёрная пешка · g5 белая пешка · h5 чёрная пешка · c4 белая пешка · e4 чёрный король · g3 чёрная пешка · e2 белый слон · a1 чёрный конь · g1 белый ферзь | 3 |
| 2 | c8 чёрный конь · e8 чёрный слон · h8 чёрная ладья · c7 белый король · g7 чёрная пешка · b6 чёрная пешка · c6 чёрная пешка · e6 белый конь · g6 белый конь · c5 чёрная пешка · g5 белая пешка · h5 чёрная пешка · c4 белая пешка · e4 чёрный король · g3 чёрная пешка · e2 белый слон · a1 чёрный конь · g1 белый ферзь | c8 чёрный конь · e8 чёрный слон · h8 чёрная ладья · c7 белый король · g7 чёрная пешка · b6 чёрная пешка · c6 чёрная пешка · e6 белый конь · g6 белый конь · c5 чёрная пешка · g5 белая пешка · h5 чёрная пешка · c4 белая пешка · e4 чёрный король · g3 чёрная пешка · e2 белый слон · a1 чёрный конь · g1 белый ферзь | c8 чёрный конь · e8 чёрный слон · h8 чёрная ладья · c7 белый король · g7 чёрная пешка · b6 чёрная пешка · c6 чёрная пешка · e6 белый конь · g6 белый конь · c5 чёрная пешка · g5 белая пешка · h5 чёрная пешка · c4 белая пешка · e4 чёрный король · g3 чёрная пешка · e2 белый слон · a1 чёрный конь · g1 белый ферзь | c8 чёрный конь · e8 чёрный слон · h8 чёрная ладья · c7 белый король · g7 чёрная пешка · b6 чёрная пешка · c6 чёрная пешка · e6 белый конь · g6 белый конь · c5 чёрная пешка · g5 белая пешка · h5 чёрная пешка · c4 белая пешка · e4 чёрный король · g3 чёрная пешка · e2 белый слон · a1 чёрный конь · g1 белый ферзь | c8 чёрный конь · e8 чёрный слон · h8 чёрная ладья · c7 белый король · g7 чёрная пешка · b6 чёрная пешка · c6 чёрная пешка · e6 белый конь · g6 белый конь · c5 чёрная пешка · g5 белая пешка · h5 чёрная пешка · c4 белая пешка · e4 чёрный король · g3 чёрная пешка · e2 белый слон · a1 чёрный конь · g1 белый ферзь | c8 чёрный конь · e8 чёрный слон · h8 чёрная ладья · c7 белый король · g7 чёрная пешка · b6 чёрная пешка · c6 чёрная пешка · e6 белый конь · g6 белый конь · c5 чёрная пешка · g5 белая пешка · h5 чёрная пешка · c4 белая пешка · e4 чёрный король · g3 чёрная пешка · e2 белый слон · a1 чёрный конь · g1 белый ферзь | c8 чёрный конь · e8 чёрный слон · h8 чёрная ладья · c7 белый король · g7 чёрная пешка · b6 чёрная пешка · c6 чёрная пешка · e6 белый конь · g6 белый конь · c5 чёрная пешка · g5 белая пешка · h5 чёрная пешка · c4 белая пешка · e4 чёрный король · g3 чёрная пешка · e2 белый слон · a1 чёрный конь · g1 белый ферзь | c8 чёрный конь · e8 чёрный слон · h8 чёрная ладья · c7 белый король · g7 чёрная пешка · b6 чёрная пешка · c6 чёрная пешка · e6 белый конь · g6 белый конь · c5 чёрная пешка · g5 белая пешка · h5 чёрная пешка · c4 белая пешка · e4 чёрный король · g3 чёрная пешка · e2 белый слон · a1 чёрный конь · g1 белый ферзь | 2 |
| 1 | c8 чёрный конь · e8 чёрный слон · h8 чёрная ладья · c7 белый король · g7 чёрная пешка · b6 чёрная пешка · c6 чёрная пешка · e6 белый конь · g6 белый конь · c5 чёрная пешка · g5 белая пешка · h5 чёрная пешка · c4 белая пешка · e4 чёрный король · g3 чёрная пешка · e2 белый слон · a1 чёрный конь · g1 белый ферзь | c8 чёрный конь · e8 чёрный слон · h8 чёрная ладья · c7 белый король · g7 чёрная пешка · b6 чёрная пешка · c6 чёрная пешка · e6 белый конь · g6 белый конь · c5 чёрная пешка · g5 белая пешка · h5 чёрная пешка · c4 белая пешка · e4 чёрный король · g3 чёрная пешка · e2 белый слон · a1 чёрный конь · g1 белый ферзь | c8 чёрный конь · e8 чёрный слон · h8 чёрная ладья · c7 белый король · g7 чёрная пешка · b6 чёрная пешка · c6 чёрная пешка · e6 белый конь · g6 белый конь · c5 чёрная пешка · g5 белая пешка · h5 чёрная пешка · c4 белая пешка · e4 чёрный король · g3 чёрная пешка · e2 белый слон · a1 чёрный конь · g1 белый ферзь | c8 чёрный конь · e8 чёрный слон · h8 чёрная ладья · c7 белый король · g7 чёрная пешка · b6 чёрная пешка · c6 чёрная пешка · e6 белый конь · g6 белый конь · c5 чёрная пешка · g5 белая пешка · h5 чёрная пешка · c4 белая пешка · e4 чёрный король · g3 чёрная пешка · e2 белый слон · a1 чёрный конь · g1 белый ферзь | c8 чёрный конь · e8 чёрный слон · h8 чёрная ладья · c7 белый король · g7 чёрная пешка · b6 чёрная пешка · c6 чёрная пешка · e6 белый конь · g6 белый конь · c5 чёрная пешка · g5 белая пешка · h5 чёрная пешка · c4 белая пешка · e4 чёрный король · g3 чёрная пешка · e2 белый слон · a1 чёрный конь · g1 белый ферзь | c8 чёрный конь · e8 чёрный слон · h8 чёрная ладья · c7 белый король · g7 чёрная пешка · b6 чёрная пешка · c6 чёрная пешка · e6 белый конь · g6 белый конь · c5 чёрная пешка · g5 белая пешка · h5 чёрная пешка · c4 белая пешка · e4 чёрный король · g3 чёрная пешка · e2 белый слон · a1 чёрный конь · g1 белый ферзь | c8 чёрный конь · e8 чёрный слон · h8 чёрная ладья · c7 белый король · g7 чёрная пешка · b6 чёрная пешка · c6 чёрная пешка · e6 белый конь · g6 белый конь · c5 чёрная пешка · g5 белая пешка · h5 чёрная пешка · c4 белая пешка · e4 чёрный король · g3 чёрная пешка · e2 белый слон · a1 чёрный конь · g1 белый ферзь | c8 чёрный конь · e8 чёрный слон · h8 чёрная ладья · c7 белый король · g7 чёрная пешка · b6 чёрная пешка · c6 чёрная пешка · e6 белый конь · g6 белый конь · c5 чёрная пешка · g5 белая пешка · h5 чёрная пешка · c4 белая пешка · e4 чёрный король · g3 чёрная пешка · e2 белый слон · a1 чёрный конь · g1 белый ферзь | 1 |
|   | a | b | c | d | e | f | g | h |   |

1.Фe1 с угрозой 2.Сd1+ Крf5 3.Кh4#, 

1…Кc2 2.Сd3+ Кр: d3 3.Кe5#, 

1…Kpf5 2.Кh4+ Кр: e6 3.С:h5# или 2…Ke4 3.Сf1# 

1…h4 2.Кe5! Кc2 3.Сd3# или 2…Крf5 3.Сg4# 

Ложный след: 1.Ф:g3? Крf5 2.Кd8 Кр: g6 3.Сd3#, но 2…Кd6! 

Интересная игра батареи приводит к 6 правильным матам в решении.

## Книги
- Металловедение (Первое издание книги вышло в 1948 году. Шестое — в 1986)
- Как решать шахматные задачи.— 1932, 94с. (библиотечка шахматиста №33-34)
- 300 шахматных задач.— Л.—М., 1933 (соавтор);
- Как решать шахматные задачи.— 2-е исправл. и дополн. издание.— М.—Л., ОГИЗ — Физкультура и туризм, 1936;136 с., 10 тыс., тв.переп. (серия «В помощь шахматисту №3)
- Советский шахматный этюд. Сб.— М., 1955 (соавтор);
- Избранные шахматные задачи и этюды.— М., 1956 Архивная копия от 1 июня 2008 на Wayback Machine;
- Знаменитые композиции.— М., 1973 Архивная копия от 11 января 2010 на Wayback Machine;
- Избранные композиции.— М., 1985 (соавтор).
- Художник шахматного импрессионизма.— М., 1997.